# Saunders' meeuw
Saunders' meeuw (ook wel Chinese kokmeeuw, Saundersilarus saundersi) is een zeevogel uit de familie van de meeuwen (Laridae). Deze vogel is genoemd naar de Britse ornitholoog Howard Saunders (1835-1907).

## Kenmerken
Saunders' meeuw is 32 cm lang. In de broedtijd heeft deze meeuw een zwarte kop met een blauwe glans. Rond het oog heeft de vogel een witte ring die aan de achterzijde onderbroken is. Deze meeuw is lastig te onderscheiden van de kleine kokmeeuw. De kleine kokmeeuw is gemiddeld iets groter en heeft in vlucht een opvallende, witte driekhoekige vlek tussen het grijs en het zwart van de vleugelpunt.

## Verspreiding en leefgebied
De soort komt voor in moerassen en wadgebieden langs de kust van Oost- en Zuidoost-Azië. De vogel nestelt op de grond in met een soort schorrenkruid (Suaeda glauca, Amarantenfamilie) begroeide stranden langs de kust. De vogel overwintert ook langs zeekusten.

## Status
De grootte van de populatie werd in 2011 geschat op 21.000-22.000 individuen. Deze meeuw wordt bedreigd door de vernietiging van geschikte habitat door inpolderingen, verstedelijking en industrialisatie. Om deze redenen staat deze meeuw als kwetsbaar op de Rode Lijst van de IUCN. Belangrijke broedpopulaties zijn nog te vinden in zoute draslanden langs de kust van de Chinese provincie Jiangsu.